# رود ابولا

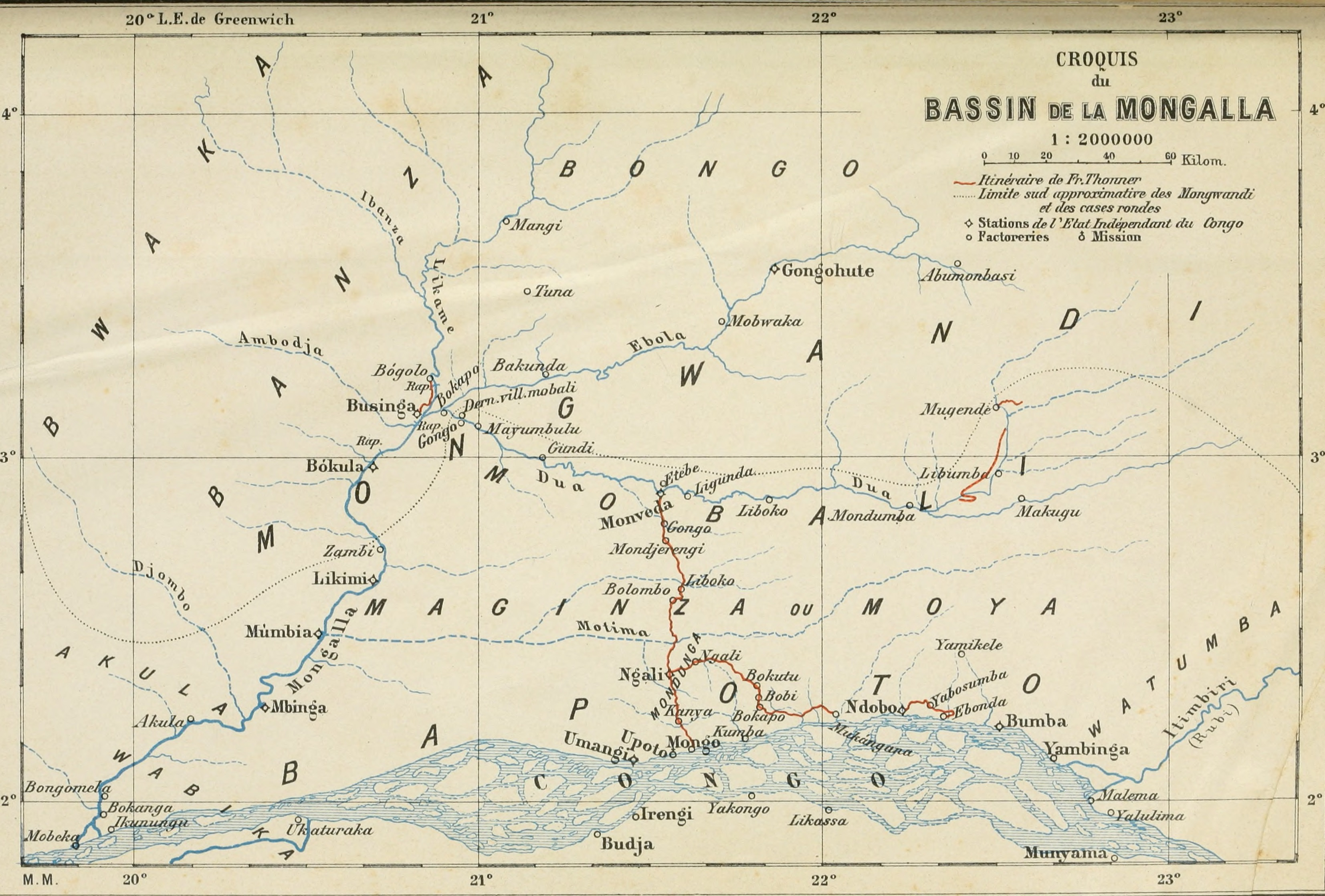
نمایی از رود ابولا در نقشه‌ای کهن، مرتبط به سال ۱۸۹۹

رود ابولا که به محلی به لگبالا شناخته می‌شود، از رود مونگالا از رود کنگو در شمال جمهوری دموکراتیک کنگو سرچشمه می‌گیرد. این رود ۲۵۰ کیلومتر طول دارد.
ابولا که به معنی «آب سفید» است یک واژه برگرفته از فرانسوی است (Eau Blanche) که گاهی نیز به صورت L'Ébola گفته می‌شود و از نام محلی این رود لگبالا در دوره حکمرانی بلژیکی‌ها گرفته شده‌است.
در سال ۱۹۷۶ ویروس ابولا در روستای یامبوکو در ۶۰ مایلی رود ابولا شناسایی شد. پروفسور پیتر پیوت تصمیم گرفت به دلیل ننگین بودن بیماری به جای نام روستا نام رود را روی این بیماری بگذارد.